# Hammer-on
Hammer-on (англ. hammer-on — «набивать»), также восходящее легато — приём игры на струнных инструментах, в особенности на гитаре, заключающийся в извлечении звука путём удара пальцем левой руки по струне. Hammer-on обеспечивает переход от одной ноты к другой — более высокой ноте. Название происходит от английского слова Hammer, обозначающего молоток. Суть этого приёма в следующем: один палец (указательный или средний) ставится на один лад, медиатором ударяют по струне, а потом второй палец (средний, безымянный или мизинец) ударяет по другому ладу.